# Картер, Сэм (регбист)
Сэм Картер (англ. Sam Carter, родился 10 сентября 1989 года) — австралийский регбист, замок команды «Брамбиз» из Супер Регби и сборной Австралии. Серебряный призёр чемпионата мира 2015 года.

## Биография
Дебютировал в Супер Регби в сезоне 2011 матчем против «Харрикейнз». В Национальном регбийном чемпионате выступал за клуб «Канберра Вайкингс» (2014), с 2015 года играет за «Нью Саут Уэйлз Кантри Иглз». В сентябре 2015 года он заключил предварительное соглашение с клубом «Бордо-Бегль» как резервист Жандре Маре, однако покинул расположение клуба через две недели в связи с отъездом на чемпионат мира.
В 2014—2017 годах выступал за сборную Австралии. Дебютировал 7 июня 2014 года в Брисбене в тест-матче против Франции. В связи с травмой Уилла Скелтона был вызван срочно в расположение сборной Австралии перед чемпионатом мира 2015 года.

## Статистика
Данные по Супер Регби по состоянию на 22 июля 2016 года.
| Сезон | Клуб    | Игры | Стартовый состав | Замена | Минут | Попытки | Реализации | Штрафные | Дроп-голы | Очки | Жёлтые карточки | Красные карточки |
| ----- | ------- | ---- | ---------------- | ------ | ----- | ------- | ---------- | -------- | --------- | ---- | --------------- | ---------------- |
| 2011  | Брамбиз | 1    | 0                | 1      | 14    | 0       | 0          | 0        | 0         | 0    | 0               | 0                |
| 2012  | Брамбиз | 15   | 13               | 2      | 982   | 2       | 0          | 0        | 0         | 10   | 0               | 0                |
| 2013  | Брамбиз | 18   | 17               | 1      | 1196  | 0       | 0          | 0        | 0         | 0    | 1               | 0                |
| 2014  | Брамбиз | 16   | 16               | 0      | 1223  | 2       | 0          | 0        | 0         | 10   | 0               | 0                |
| 2015  | Брамбиз | 13   | 13               | 0      | 955   | 0       | 0          | 0        | 0         | 0    | 1               | 0                |
| 2016  | Брамбиз | 16   | 16               | 0      | 1177  | 1       | 0          | 0        | 0         | 5    | 1               | 0                |
| Итого | Итого   | 79   | 75               | 4      | 5547  | 5       | 0          | 0        | 0         | 25   | 3               | 0                |